# 立陶宛恢复独立日
立陶宛恢复独立日是立陶宛的国定假日，于每年的3月11日庆祝，以纪念制宪议会于1990年签署德立陶宛復國法案。俄罗斯联邦于1991年7月29日承认立陶宛独立。1996年起，當天成為國定假日。立陶宛恢复独立日是立陶宛的三个主要国庆日之一，另外兩個國定假日是2月16日的立陶宛重新建国日以及7月6日的立陶宛建国日。